# Freycinetia monticola
Freycinetia monticola är en enhjärtbladig växtart som beskrevs av Alfred Barton Rendle. Freycinetia monticola ingår i släktet Freycinetia och familjen Pandanaceae. Inga underarter finns listade.